# Colostethinae
Colostethinae Cope, 1867 è una sottofamiglia di anfibi dell'ordine degli Anuri.

## Distribuzione
Le specie di questa sottofamiglia si trovano in Costa Rica e nel Bacino dell'Amazzonia.

## Tassonomia
La sottofamiglia comprende 67 specie raggruppate in 5 generi:
- Ameerega Bauer, 1986 (29 sp.)
  - Ameerega altamazonica Twomey and Brown, 2008
  - Ameerega bassleri  (Melin, 1941)
  - Ameerega berohoka Vaz-Silva and Maciel, 2011
  - Ameerega bilinguis  (Jungfer, 1989)
  - Ameerega boehmei Lötters, Schmitz, Reichle, Rödder, and Quennet, 2009
  - Ameerega boliviana  (Boulenger, 1902)
  - Ameerega braccata  (Steindachner, 1864)
  - Ameerega cainarachi  (Schulte, 1989)
  - Ameerega flavopicta  (Lutz, 1925)
  - Ameerega hahneli  (Boulenger, 1884)
  - Ameerega ignipedis Brown and Twomey, 2009
  - Ameerega imasmari Brown, Siu-Ting, von May, Twomey, Guillory, Deutsch, and Chávez, 2019
  - Ameerega ingeri  (Cochran and Goin, 1970)
  - Ameerega macero  (Rodriguez and Myers, 1993)
  - Ameerega munduruku Neves, Silva, Akieda, Cabrera, Koroiva, and Santana, 2017
  - Ameerega panguana Brown, Siu-Ting, von May, Twomey, Guillory, Deutsch, and Chávez, 2019
  - Ameerega parvula  (Boulenger, 1882)
  - Ameerega pepperi Brown and Twomey, 2009
  - Ameerega petersi  (Silverstone, 1976)
  - Ameerega picta  (Bibron in Tschudi, 1838)
  - Ameerega planipaleae  (Morales and Velazco, 1998)
  - Ameerega pongoensis  (Schulte, 1999)
  - Ameerega pulchripecta  (Silverstone, 1976)
  - Ameerega rubriventris  (Lötters, Debold, Henle, Glaw, and Kneller, 1997)
  - Ameerega shihuemoy Serrano-Rojas, Whitworth, Villacampa-Ortega, von May, Gutiérrez, Padial, and Chaparro, 2017
  - Ameerega silverstonei  (Myers and Daly, 1979)
  - Ameerega simulans  (Myers, Rodriguez, and Icochea, 1998)
  - Ameerega trivittata  (Spix, 1824)
  - Ameerega yoshina Brown and Twomey, 2009
- Colostethus Cope, 1866 (15 sp.)
  - Colostethus agilis Lynch and Ruiz-Carranza, 1985
  - Colostethus alacris Rivero and Granados-Díaz, 1990
  - Colostethus dysprosium Rivero and Serna, 2000
  - Colostethus furviventris Rivero and Serna, 1991
  - Colostethus imbricolus Silverstone, 1975
  - Colostethus inguinalis  (Cope, 1868)
  - Colostethus jacobuspetersi Rivero, 1991
  - Colostethus latinasus  (Cope, 1863)
  - Colostethus lynchi Grant, 1998
  - Colostethus mertensi  (Cochran and Goin, 1964)
  - Colostethus panamansis  (Dunn, 1933)
  - Colostethus pratti  (Boulenger, 1899)
  - Colostethus thorntoni  (Cochran and Goin, 1970)
  - Colostethus ucumari Grant, 2007
  - Colostethus yaguara Rivero and Serna, 1991
- Epipedobates Myers, 1987 (8 sp.)
  - Epipedobates anthonyi  (Noble, 1921)
  - Epipedobates boulengeri (Barbour, 1909)
  - Epipedobates darwinwallacei Cisneros-Heredia and Yánez-Muñoz, 2011
  - Epipedobates espinosai  (Funkhouser, 1956)
  - Epipedobates machalilla  (Coloma, 1995)
  - Epipedobates maculata  (Peters, 1873)
  - Epipedobates narinensis Mueses-Cisneros, Cepeda-Quilindo e Moreno-Quintero, 2008
  - Epipedobates tricolor (Boulenger, 1899)
- Leucostethus Grant, Rada, Anganoy-Criollo, Batista, Dias, Jeckel, Machado, and Rueda-Almonacid, 2017 (7 sp.)
  - Leucostethus argyrogaster (Morales and Schulte, 1993)
  - Leucostethus bilsa Vigle, Coloma, Santos, Hernandez-Nieto, Ortega-Andrade, Paluh, and Read, 2020
  - Leucostethus brachistriatus  (Rivero and Serna, 1986)
  - Leucostethus fraterdanieli  (Silverstone, 1971)
  - Leucostethus fugax  (Morales and Schulte, 1993)
  - Leucostethus jota Marín-Castaño, Molina-Zuluaga, and Restrepo, 2018
  - Leucostethus ramirezi (Rivero & Serna, 2000)
- Silverstoneia Grant, Frost, Caldwell, Gagliardo, Haddad, Kok, Means, Noonan, Schargel, and Wheeler, 2006 (8 sp.)
  - Silverstoneia dalyi Grant and Myers, 2013
  - Silverstoneia erasmios (Rivero and Serna, 2000)
  - Silverstoneia flotator (Dunn, 1931)
  - Silverstoneia gutturalis Grant and Myers, 2013
  - Silverstoneia minima Grant and Myers, 2013
  - Silverstoneia minutissima Grant and Myers, 2013
  - Silverstoneia nubicola (Dunn, 1924)
  - Silverstoneia punctiventris Grant and Myers, 2013